# Microdon analis
Microdon analis (лат.) — вид мух-журчалок из подсемейства Microdontinae.

## Распространение
Эта журчалка встречается на территории Европы.

## Описание
Муха длиной 8—11 мм, длина крыльев 6,5—8,5 мм. Время лёта с апреля по август. Личинка полусферическая и имеет сходство со слизняком.

## Экология и местообитания
Личинки населяют муравейники, где питаются яйцами и личинками различных видов муравьёв, в том числе чёрного садового муравья и рыжего лесного муравья. Эти муравьи обычно встречаются на пустошах.